# Bonifati
Bonifati este o comună din provincia Cosenza, regiunea Calabria, Italia, cu o populație de 2.589 locuitori (1 ianuarie 2023) și o suprafață de 33,85 km². 
Bonifati se dovedește a fi , până în prezent , singura localitate din Italia să fi avut un primar femeie pentru mai mult timp (1978 - 1983 , 1985 - 1988 și 1988 - 1993). 

## Demografie
Bonifati - evoluția demografică

|  | Graficele sunt indisponibile din cauza unor probleme tehnice. Mai multe informații se găsesc la Phabricator și la wiki-ul MediaWiki. |

Date: Recensăminte sau birourile de statistică - grafică realizată de Wikipedia